# Krzysztof Cabaj
Krzysztof Cabaj (ur. 18 stycznia 1980 w Warszawie) – polski informatyk, doktor habilitowany nauk inżynieryjno-technicznych specjalizujący się w systemach informacyjnych i eksploracji danych. Profesor na Wydziale Elektroniki i Technik Informacyjnych Politechniki Warszawskiej.

## Życiorys
Absolwent VI Liceum Ogólnokształcącego im. Tadeusza Reytana w Warszawie (1999). W 2004 ukończył studia magisterskie z informatyki na Wydziale Elektroniki Politechniki Warszawskiej. Doktoryzował się w 2009, pisząc pracę pt. Nowe podejście do odkrywania wiedzy w strumieniu danych przygotowanej pod kierunkiem Marzeny Kryszkiewicz, natomiast habilitację z informatyki technicznej i telekomunikacji uzyskał 2019 na podstawie cyklu publikacji pt. Analiza i przeciwdziałanie atakom sieciowym ze szczególnym uwzględnieniem złośliwego oprogramowania.
Na Wydziale Elektroniki PW, w Instytucie Informatyki, pracuje od 2009, początkowo jako asystent, od 2010 na stanowisku adiunkta, a następnie profesora uczelni. W swojej działalności naukowej skupił się na zagadnieniach dotyczących eksploracji danych oraz bezpieczeństwa sieciowego. Prowadzi badania związane z wykrywaniem zautomatyzowanych zagrożeń w sieciach komputerowych oraz tworzeniem systemów honeypot i analizą danych uzyskanych przy ich pomocy. Publikował prace w czasopismach, takich jak „IEEE Network”, „Computers & Electrical Engineering”, „IT Professional” czy „Przegląd Elektrotechniczny”.